# Сарин, Амангали Саринович
Амангали Саринович Сарин — советский хозяйственный, государственный и политический деятель.

## Биография
Родился в 1943 году в селе Шахта. Член КПСС.
С 1966 года — на хозяйственной, общественной и политической работе. В 1966—2002 гг. — главный экономист, управляющий отделением, директор ряда совхозов, председатель Энбекшиказахского райисполкома, первый секретарь Балхашского, Джамбулского райкомов партии, инспектор ЦК Компартии Казахстана, председатель Восточно-Казахстанского облисполкома, зампредседателя Госкомитета РК по
водным ресурсам, первый замминистра сельского хозяйства РК, госинспектор организационно-контрольного отдела Аппарата Администрации Президента РК, заместитель акима Мангистауской области, президент ТОО «Нур».
Избирался депутатом Верховного Совета Казахской ССР 10-12-го созывов.
Живёт в Казахстане.
Личная жизнь
Женат на Кунаева Сабиля Кабаевна с 23 января 1971 года.